# نملاوية شواكة
نملاوية شواكة (الاسم العلمي:Myrmecodia ferox) هي نوع من النباتات يتبع جنس النملاوية من الفصيلة الفوية.